# Горшков, Максим Фёдорович
Максим Фёдорович Горшков — советский хозяйственный, государственный и политический деятель.

## Биография
Родился в 1894 году. Член КПСС с 1920 года.
С 1919 года — на хозяйственной, общественной и политической работе. В 1919—1960 гг. — ответственный работник инженерного сопровождения угледобычи, директор завода «Свет шахтёра», заместитель народного комиссара угольной промышленности СССР, начальник Главуглемаша, заместитель министра угольной промышленности СССР, начальник Главшахтостроймаша.
За создание угольного комбайна в составе коллектива был удостоен Сталинской премии 2-й степени 1949 года.
Умер в Москве в 1975 году. Похоронен на Новодевичьем кладбище.